# Inácio Efrém II
Moran Mor Inácio Efrém II (em siríaco:  ܡܪܢ ܡܪܝ ܐܝܓܢܛܝܘܣ ܐܦܪܝܡ ܬܪܝܢܐ, translit.: Moran Mor Ignaṭius Afrem Trayono, em árabe: إغناطيوس أفرام الثاني, translit. iġnāṭīūs Afrām al - ṯānī, nascido: Saʿid Karim, Al-Qamishli, Síria, 3 de maio de 1965) é um religioso sírio, o atual Patriarca Ortodoxo Siríaco de Antioquia. Antes de ser patriarca, foi vigário metropolitano e patriarcal da Arquidiocese do Leste dos Estados Unidos. Foi eleito como 123º sucessor de São Pedro e São Paulo como cabeça da Igreja de Antioquia em 31 de março de 2014.